# Croton laccifer
Espèce
Croton laccifer est une espèce de plantes à fleurs du genre Croton et de la famille Euphorbiaceae présente en Inde et au Sri Lanka.
Il a pour synonymes :
- Aleurites laccifera, (L.) Willd.
- Croton aromaticus var. lacciferus, (L.) Trimen, 1898
- Oxydectes laccifera, (L.) Kuntze